# Bhagavadgíta

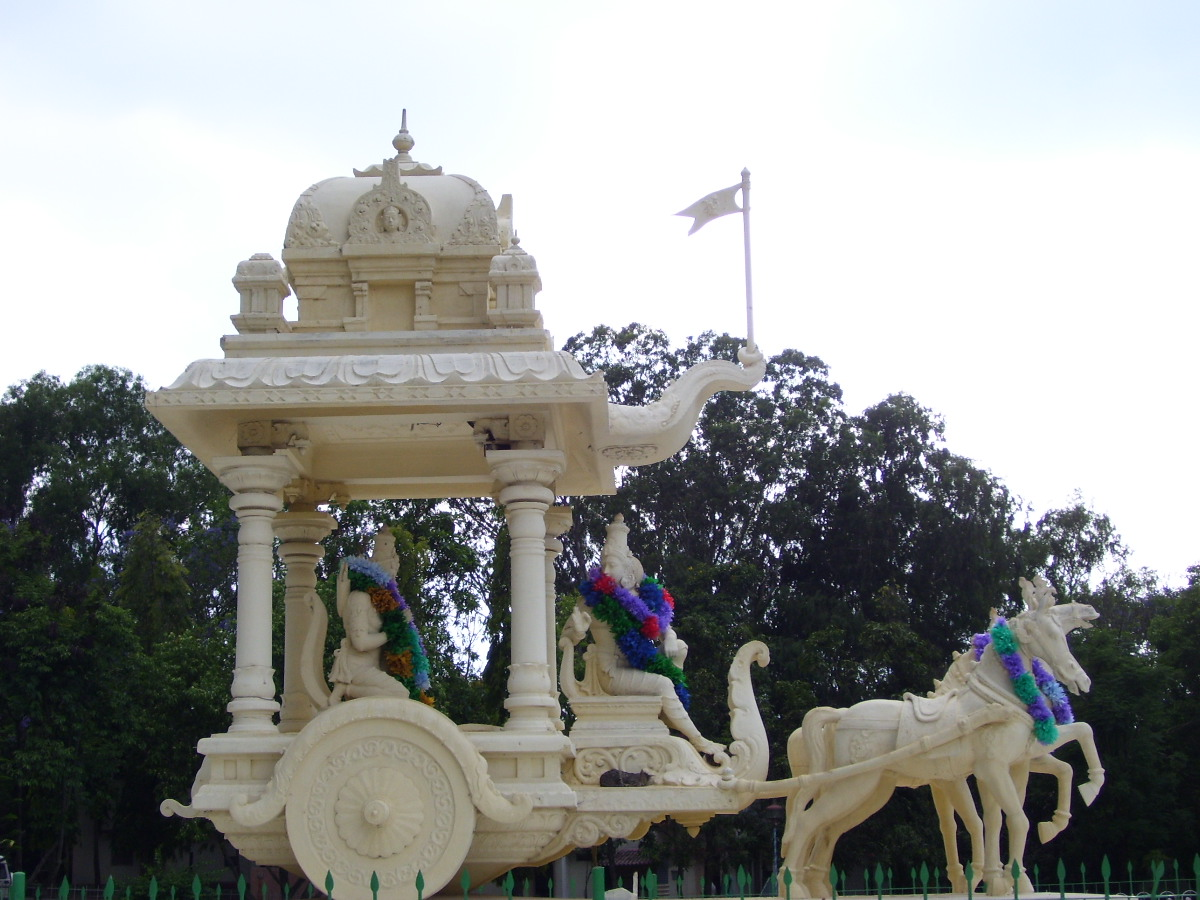
Rozhovor Kršny a Ardžuny na poli Kurukšétra

Bhagavadgíta (v dévanágarí: भगवद्गीता bhagavadgītā), v českém překladu „Píseň Vznešeného“, je jednou z nejvýznamnějších posvátných knih hinduismu. Její autoritu přijímají všechny hlavní hinduistické filosofické školy, nazývané také daršany. Je součástí rozsáhlého staroindického eposu Mahábhárata (kapitoly 25–42 knihy Bhíšmaparvan).
Mahábhárata vznikala postupným přidáváním a rozšiřováním v letech 800 až 400 př. n. l. a Bhagavadgíta byla pravděpodobně dokončena v období kolem roku 200 př. n. l. Je rozdělena na 18 zpěvů (kapitol) a dohromady má 700 veršů. Podle tradice je nedílnou součástí Mahábháraty, jejíž děj se odehrává přibližně v letech 3200–3100 př. n. l.

## Původní podoba
Rudolf Otto usiloval především o zjištění těch částí, které byly součástí původní podoby Bhagavadgíty (tzv. Urgíta). Podle jeho názoru patří k Urgítě pouze ty pasáže, které mají souvislost se samotným dějem Mahábháraty. Ostatní části byly dodány později. Urgíta by se tedy skládala z těchto částí: I. zpěv; II. zpěv 1–13, 20, 22, 29–37; X. zpěv 1–8; XI. zpěv 1–51; XVIII. zpěv 58–61, 66, 72–73.
Ostatní, naukové části rozdělil Otto do dvou částí po čtyřech traktátech. Podle Otta začíná druhou polovinou Bhagavadgíty. První část obsahuje častá opakování a to podle Otta znamená, že je dílem mnoha autorů, protože jeden by se tak často neopakoval.
- 1. (XI. 52 – XII. 20) – čistě bhaktický text.
- 2. (XIV–XV) – bhakticky orientován, ale spojen i se sánkhjovou spekulací.
- 3. (XVI–XVIII. 57) – obsahuje tři části.
- 4. (XIII) – blízký druhému
- 5. (V) – rozbírá vztah sánkhji a jógi
- 6. (VI–IX) – vychází z 5.
- 7. (II. 38 – IV. 42) – představuje netypickou jógu zaměřenou na íšvaru
- 8. (X. 12–42) – slouží k oslavě Kršny

Do všech těchto traktátů jsou podle Otta vložené různé krátké glosy od pozdějších autorů.

## Rodokmen Kuruů
Hlavními účastníky bitvy je sto synů slepého krále Dhrtaráštry (kuruovci) a pětice synů jeho bratra Pándua (pánduovci). Bhíšma je velitelem kuruovců a Dhrštadjumna, syn Drupady, je velitelem pánduovců. Dróna je učitelem, který zasvětil do válečnictví jak kuruovce, tak i pánduovce. Ardžuna je nejlepším bojovníkem pánduovců. Jeho nejstarší bratr Judhišthira je podle Bhagavadgíty vládcem světa. Kurukšétram neboli pole kuruovců se prostírá u Hastinápuru poblíž dnešního Dillí. Na tomto poli se odehrál bratrovražedný boj mezi kuruovci a pánduovci. Slepý král Dhrtaráštra stále formálně vládne, ale veškerou moc má jeho syn Durjódhana. Pánduovci před mnoha lety dostali pustou polovinu království, ale s Kršnovou pomocí tam vybudovali skvostnou říši a stali se prakticky vládci světa. Jejich bohatství a slávu jim Durjódhana záviděl a nakonec je lstivě o toto království obehrál v kostkách. Pánduovci následně strávili třináct let ve vyhnanství a nakonec žádají své království zpět. Durjódhana odmítl a nyní se pánduovci domáhají práva na své království na bitevním poli. Kršna, bratranec Ardžuny, patřící k rodu jaduovců, jemuž vládne jeho starší bratr Balaráma, se marně pokoušel oba spřízněné rody usmířit. Připojil se tedy na stranu pánduovců a stal se Ardžunovým vozatajem a poradcem. Pět synů Pánduových jsou: Judhišthira, Bhíma, Ardžuna, Nakula a Sahadéva. Saňdžaja je tajemníkem slepého krále Dhrtaráštry. Sourozenci Purudžit a Kuntibhódža chrání zadní kola Ardžunova bojového vozu. Subhadrá je Ardžunovou manželkou. Bhíšma byl vychovatelem Dhrtaráštrovým i Pánduovým. Karna, jeden z nejlepších bojovníků, je synem Kuntí a Súrji a nevlastním bratrem pánduovců, ale bojuje na straně kuruovců. Krpa je švagr Drónův. Sómadatta je synem krále Sómadatty a Ašvattháman je synem Drónovým. Jujudhána je Ardžunův žák, patří k rodu jaduovců a je jedním z nejmocnějších bojovníků.

### Schéma
- 1. Vjása je syn světce Parášary a rybářovy dcery Satjavatí. Je účastníkem i vypravěčem Mahábháraty a je inkarnací Boha.
- 2. Bhíšma je syn krále Šantánua a bohyně Gangy. Protože se jeho otec oženil se Satjavatí, když bohyně Ganga odešla, slíbil, že nebude požadovat trůn a zůstane bezdětný.
- 3. Aby byla královská linie Kuruů udržena, byli Pándu a Dhrtaráštra na žádost královny Satjavatí společně vychováni Bhíšmou.
- 4. Pánduovci jsou právoplatnými dědici a jsou syny různých bohů.
- 5. Karna je Pánduův nevlastní syn, protože se narodil ještě před sňatkem Pándua s Kuntí.
- A. Kuntí je první žena krále Pándua a matka jeho synů Judhišthiry, Bhímy a Ardžuny.
- B. Mádrí je druhá žena krále Pándua a matka dvojčat Nakuly a Sahadévy.

|          |          |          |          |              |              |              |              |              |              |        |        |        |        |          |          |          |          |          |          |           |           |           |           |           |           |               |               |               |               |               |               | Kuru       |            |            |            |           |           |           |           |           |           |          |          |              |              |              |              |              |              |         |         |          |          |           |           |           |           |           |           |        |        |        |        |        |        |
|          |          |          |          |              |              |              |              |              |              |        |        |        |        |          |          |          |          |          |          |           |           |           |           |           |           |               |               |               |               |               |               |            |            |            |            |           |           |           |           |           |           |          |          |              |              |              |              |              |              |         |         |          |          |           |           |           |           |           |           |        |        |        |        |        |        |
|          |          |          |          |              |              |              |              |              |              |        |        |        |        |          |          |          |          |          |          |           |           |           |           |           |           |               |               |               |               |               |               |            |            |            |            |           |           |           |           |           |           |          |          |              |              |              |              |              |              |         |         |          |          |           |           |           |           |           |           |        |        |        |        |        |        |
|          |          |          |          |              |              |              |              |              |              |        |        |        |        |          |          |          |          |          |          |           |           |           |           |           |           |               |               |               |               |               |               |            |            |            |            |           |           |           |           |           |           |          |          |              |              |              |              |              |              |         |         |          |          |           |           |           |           |           |           |        |        |        |        |        |        |
| Parašara | Parašara | Parašara | Parašara | Parašara     | Parašara     |              |              |              |              |        |        |        |        |          |          |          |          |          |          | Satjavatí | Satjavatí | Satjavatí | Satjavatí | Satjavatí | Satjavatí |               |               |               |               |               |               | Šantánu    | Šantánu    | Šantánu    | Šantánu    | Šantánu   | Šantánu   |           |           |           |           |          |          |              |              |              |              | Ganga        | Ganga        | Ganga   | Ganga   | Ganga    | Ganga    |           |           |           |           |           |           |        |        |        |        |        |        |
| Parašara | Parašara | Parašara | Parašara | Parašara     | Parašara     |              |              |              |              |        |        |        |        |          |          |          |          |          |          | Satjavatí | Satjavatí | Satjavatí | Satjavatí | Satjavatí | Satjavatí |               |               |               |               |               |               | Šantánu    | Šantánu    | Šantánu    | Šantánu    | Šantánu   | Šantánu   |           |           |           |           |          |          |              |              |              |              | Ganga        | Ganga        | Ganga   | Ganga   | Ganga    | Ganga    |           |           |           |           |           |           |        |        |        |        |        |        |
|          |          |          |          |              |              |              |              |              |              |        |        |        |        |          |          |          |          |          |          |           |           |           |           |           |           |               |               |               |               |               |               |            |            |            |            |           |           |           |           |           |           |          |          |              |              |              |              |              |              |         |         |          |          |           |           |           |           |           |           |        |        |        |        |        |        |
|          |          |          |          |              |              |              |              |              |              |        |        |        |        |          |          |          |          |          |          |           |           |           |           |           |           |               |               |               |               |               |               |            |            |            |            |           |           |           |           |           |           |          |          |              |              |              |              |              |              |         |         |          |          |           |           |           |           |           |           |        |        |        |        |        |        |
|          |          |          |          |              |              | Vjása1       | Vjása1       | Vjása1       | Vjása1       | Vjása1 | Vjása1 |        |        |          |          |          |          |          |          |           |           |           |           |           |           |               |               |               |               |               |               |            |            |            |            |           |           |           |           | Bhíšma2   | Bhíšma2   | Bhíšma2  | Bhíšma2  | Bhíšma2      | Bhíšma2      |              |              |              |              |         |         |          |          |           |           |           |           |           |           |        |        |        |        |        |        |
|          |          |          |          |              |              | Vjása1       | Vjása1       | Vjása1       | Vjása1       | Vjása1 | Vjása1 |        |        |          |          |          |          |          |          |           |           |           |           |           |           |               |               |               |               |               |               |            |            |            |            |           |           |           |           | Bhíšma2   | Bhíšma2   | Bhíšma2  | Bhíšma2  | Bhíšma2      | Bhíšma2      |              |              |              |              |         |         |          |          |           |           |           |           |           |           |        |        |        |        |        |        |
|          |          |          |          |              |              |              |              |              |              |        |        |        |        | Ambáliká | Ambáliká | Ambáliká | Ambáliká | Ambáliká | Ambáliká |           |           |           |           |           |           | Vičhitravírja | Vičhitravírja | Vičhitravírja | Vičhitravírja | Vičhitravírja | Vičhitravírja |            |            |            |            |           |           |           |           |           |           |          |          |              |              |              |              |              |              | Ambiká  | Ambiká  | Ambiká   | Ambiká   | Ambiká    | Ambiká    |           |           |           |           |        |        |        |        |        |        |
|          |          |          |          |              |              |              |              |              |              |        |        |        |        | Ambáliká | Ambáliká | Ambáliká | Ambáliká | Ambáliká | Ambáliká |           |           |           |           |           |           | Vičhitravírja | Vičhitravírja | Vičhitravírja | Vičhitravírja | Vičhitravírja | Vičhitravírja |            |            |            |            |           |           |           |           |           |           |          |          |              |              |              |              |              |              | Ambiká  | Ambiká  | Ambiká   | Ambiká   | Ambiká    | Ambiká    |           |           |           |           |        |        |        |        |        |        |
|          |          |          |          |              |              |              |              |              |              |        |        |        |        |          |          |          |          |          |          |           |           |           |           |           |           |               |               |               |               |               |               |            |            |            |            |           |           |           |           |           |           |          |          |              |              |              |              |              |              |         |         |          |          |           |           |           |           |           |           |        |        |        |        |        |        |
|          |          |          |          |              |              |              |              |              |              |        |        |        |        |          |          |          |          |          |          |           |           |           |           |           |           |               |               |               |               |               |               |            |            |            |            |           |           |           |           |           |           |          |          |              |              |              |              |              |              |         |         |          |          |           |           |           |           |           |           |        |        |        |        |        |        |
|          |          |          |          | KuntíA       | KuntíA       | KuntíA       | KuntíA       | KuntíA       | KuntíA       |        |        |        |        |          |          |          |          |          |          | Pándu3    | Pándu3    | Pándu3    | Pándu3    | Pándu3    | Pándu3    |               |               |               |               |               |               |            |            |            |            | MádríB    | MádríB    | MádríB    | MádríB    | MádríB    | MádríB    |          |          | Dhrtaráštra3 | Dhrtaráštra3 | Dhrtaráštra3 | Dhrtaráštra3 | Dhrtaráštra3 | Dhrtaráštra3 |         |         | Gandhárí | Gandhárí | Gandhárí  | Gandhárí  | Gandhárí  | Gandhárí  |           |           | Šakuni | Šakuni | Šakuni | Šakuni | Šakuni | Šakuni |
|          |          |          |          | KuntíA       | KuntíA       | KuntíA       | KuntíA       | KuntíA       | KuntíA       |        |        |        |        |          |          |          |          |          |          | Pándu3    | Pándu3    | Pándu3    | Pándu3    | Pándu3    | Pándu3    |               |               |               |               |               |               |            |            |            |            | MádríB    | MádríB    | MádríB    | MádríB    | MádríB    | MádríB    |          |          | Dhrtaráštra3 | Dhrtaráštra3 | Dhrtaráštra3 | Dhrtaráštra3 | Dhrtaráštra3 | Dhrtaráštra3 |         |         | Gandhárí | Gandhárí | Gandhárí  | Gandhárí  | Gandhárí  | Gandhárí  |           |           | Šakuni | Šakuni | Šakuni | Šakuni | Šakuni | Šakuni |
|          |          |          |          |              |              |              |              |              |              |        |        |        |        |          |          |          |          |          |          |           |           |           |           |           |           |               |               |               |               |               |               |            |            |            |            |           |           |           |           |           |           |          |          |              |              |              |              |              |              |         |         |          |          |           |           |           |           |           |           |        |        |        |        |        |        |
|          |          |          |          |              |              |              |              |              |              |        |        |        |        |          |          |          |          |          |          |           |           |           |           |           |           |               |               |               |               |               |               |            |            |            |            |           |           |           |           |           |           |          |          |              |              |              |              |              |              |         |         |          |          |           |           |           |           |           |           |        |        |        |        |        |        |
|          |          |          |          | Judhišthira4 | Judhišthira4 | Judhišthira4 | Judhišthira4 | Judhišthira4 | Judhišthira4 |        |        | Bhíma4 | Bhíma4 | Bhíma4   | Bhíma4   | Bhíma4   | Bhíma4   |          |          | Ardžuna4  | Ardžuna4  | Ardžuna4  | Ardžuna4  | Ardžuna4  | Ardžuna4  |               |               | Nakula4       | Nakula4       | Nakula4       | Nakula4       | Nakula4    | Nakula4    |            |            | Sahadéva4 | Sahadéva4 | Sahadéva4 | Sahadéva4 | Sahadéva4 | Sahadéva4 |          |          |              |              |              |              |              |              |         |         |          |          |           |           |           |           |           |           |        |        |        |        |        |        |
|          |          |          |          | Judhišthira4 | Judhišthira4 | Judhišthira4 | Judhišthira4 | Judhišthira4 | Judhišthira4 |        |        | Bhíma4 | Bhíma4 | Bhíma4   | Bhíma4   | Bhíma4   | Bhíma4   |          |          | Ardžuna4  | Ardžuna4  | Ardžuna4  | Ardžuna4  | Ardžuna4  | Ardžuna4  |               |               | Nakula4       | Nakula4       | Nakula4       | Nakula4       | Nakula4    | Nakula4    |            |            | Sahadéva4 | Sahadéva4 | Sahadéva4 | Sahadéva4 | Sahadéva4 | Sahadéva4 |          |          |              |              |              |              |              |              |         |         |          |          |           |           |           |           |           |           |        |        |        |        |        |        |
|          |          |          |          |              |              |              |              |              |              |        |        |        |        |          |          |          |          |          |          |           |           |           |           |           |           |               |               |               |               |               |               |            |            |            |            |           |           |           |           |           |           |          |          |              |              |              |              |              |              |         |         |          |          |           |           |           |           |           |           |        |        |        |        |        |        |
|          |          |          |          |              |              |              |              |              |              |        |        |        |        |          |          |          |          |          |          |           |           |           |           |           |           |               |               |               |               |               |               |            |            |            |            |           |           |           |           |           |           |          |          |              |              |              |              |              |              |         |         |          |          |           |           |           |           |           |           |        |        |        |        |        |        |
| Karna5   | Karna5   | Karna5   | Karna5   | Karna5       | Karna5       |              |              |              |              |        |        |        |        |          |          |          |          |          |          |           |           |           |           |           |           |               |               |               |               | Durjódhana    | Durjódhana    | Durjódhana | Durjódhana | Durjódhana | Durjódhana |           |           | Dušásana  | Dušásana  | Dušásana  | Dušásana  | Dušásana | Dušásana |              |              | Duššalá      | Duššalá      | Duššalá      | Duššalá      | Duššalá | Duššalá |          |          | (97 synů) | (97 synů) | (97 synů) | (97 synů) | (97 synů) | (97 synů) |        |        |        |        |        |        |
| Karna5   | Karna5   | Karna5   | Karna5   | Karna5       | Karna5       |              |              |              |              |        |        |        |        |          |          |          |          |          |          |           |           |           |           |           |           |               |               |               |               | Durjódhana    | Durjódhana    | Durjódhana | Durjódhana | Durjódhana | Durjódhana |           |           | Dušásana  | Dušásana  | Dušásana  | Dušásana  | Dušásana | Dušásana |              |              | Duššalá      | Duššalá      | Duššalá      | Duššalá      | Duššalá | Duššalá |          |          | (97 synů) | (97 synů) | (97 synů) | (97 synů) | (97 synů) | (97 synů) |        |        |        |        |        |        |

## Komentáře
Dva základní filosofické přístupy komentářů jsou ty, které následují tradici bhakti neboli devocionálního monoteismu a ty, které vycházejí z advaita-védánty neboli filosofie jedné reality.
Nejstarší a nejvlivnější komentář se přisuzuje zakladateli advaita-védantské indické filosofické školy, Ádi Šankarovi, který žil v letech 788 až 820 n. l., a je také znám jako Šankaráčárja. Šankara komentoval většinu 700 veršů Bhagavadgíty (začíná od verše 2.10) a jeho komentáře byly přijaty všemi pozdějšími komentátory. Předním komentátorem školy višišta-advaita je Rámanudža, který žil v 11. století n. l. Rámánudžův komentář všeobecně ukazuje, že cesta k osvobození je oddaností k Bohu (bhakti jóga). Madhvův (také Madhváčárja) (1199 až 1276 n. l.) komentář, je založený na principech dvaita-védánty. Podle této školy je „pět rozdílů“ (paňča bhéda): 1. mezi pánem, íšvarou (universální duší), a džívou (individuální duší), 2. mezi džívami vzájemně, 3. mezi íšvarou a hmotou (prakrti), 4. mezi džívou a hmotou, 5. mezi hmotou a hmotou Jedním z poměrně nových, ale velice populárních komentářů je od A. C. Bhaktivédánty Svámího Prabhupády, zakladatele ISKCONu (hnutí Haré Kršna), který shrnuje i komentáře Rámánudži, Višvanátha Čakravartího, Baladéva Vidjábhúšana a Bhaktivinóda Thákura.

## Obsah
Bhagavadgíta začíná ve chvíli, kdy slepý král Dhrtaráštra žádá moudrého Saňdžaju, aby mu vyprávěl, co se děje na bitevním poli Kurukšétra. Saňdžaja (žák Vjásy) je jasnovidný a jeho vyprávění prolíná celou Bhagavadgítu.

### Hlavní téma
Hlavním tématem je rozhovor mezi Ardžunou a Kršnou uprostřed bitevního pole (Kurukšetra). Ardžuna, přední bojovník pánduovců, zjišťuje, že v nepřátelské armádě je mnoho příbuzných a svěřuje se svému vozataji Kršnovi:
„ó Kršno, když vidím své vlastní příbuzné, chtivé boje, v bojovém seskupení, údy mi malátní, vysychá mi v ústech, chvěji se po celém těle a vlasy se mi ježí. Luk Gándíva mi z ruky padá a kůže na mně jen hoří. Nemohu se udržet na nohou a mysl jako by mi bloudila. Vidím zlověstná znamení, ó Kéšavó; a v tom, že v boji mám zabíjet příbuzné, nespatřuji nic dobrého“.
Kršnova odpověď na Ardžunovy pochybnosti je hlavní náplní celé Bhagavadgíty.

### Odpověď
Mahariši Maheš Jógí doslova říká: „Ať každý člověk využije praktickou moudrost, kterou poskytuje verš 45, druhé kapitoly a tím vylepší všechny aspekty svého života a získá věčnou svobodu v božském vědomí“.
Bhagavadgíta zpěv II. Jóga a vědění verš 45.
traigunjavišajá védá
nistraigunjó bhavárdžuna
nirdvandvó nitjasattvasthó
nirjógakšéma átmaván
Védy pojednávají o třech gunách,
Zbav se vlivu tří gun, ó Ardžuno,
zbav se protikladů, zůstaň pevný v sattvě,
nevlastni nic (jiného), než sama sebe
Bhagavadgíta zpěv II. Jóga a vědění verš 48.
jógastha kuru karmáni
sangam tjaktvá dhanandžaja
siddhjasiddhjóh samó bhútvá
samatvam jóga učjaté.
Vytrvej v józe, ó Dhanandžajo, konej svou povinnost,
zůstaň ale neovlivněn úspěchem či neúspěchem;
takovému vyrovnanému stavu mysli se říká jóga.

### Poselství
- Otázka a odpověď v Bhagavadgítě mají za úkol rozhodnout spor, který začal už v upanišadách a v raném buddhismu – má člověk jednat nebo se zcela vzdát činorodé aktivity.[11] Bhagavadgíta říká: jednat, ale vzdát se plodů svých činů.
- Bhagavadgíta ukazuje techniku, kterou je možné dosáhnout stavu jógy v kapitole VI.11–14:
Vyhledá si skryté místo, aby očistil své srdce. Nechť je to místo suché, se sedátkem ani příliš vysokým, ani příliš nízkým, a budiž to místo trvalé! Nechť je vystláno posvátnou trávou kuša a pokryto antilopí kůží a lněným plátnem! A tam ať usedne s myslí zaměřenou k jednomu bodu a s utišenými smysly se očisťuje. Nechť drží své tělo rovně a nehybně, šíj pevně a hlavu zpříma! Nechť má oči pevně upřeny na špičku nosu, aby zrakem nebloudil po okolí. A se srdcem klidným a nebojácným, s myslí zvládnutou a na mne upnutou, nechť tu sedí v rozjímání, pevný v slibu čistoty a všemi svými myšlenkami pohroužený v Mou nekonečnou podstatu![1]
- Bhagavadgíta ukazuje cestu oddanosti bhakti, která vede k mókše, osvobození z koloběhu zrození a smrti samsáry.
Lze mne však, Ardžuno, takto spatřit a pravdivě poznat a proniknout naprostou oddaností, ó hubiteli nepřátel.[1]
- Z filosofického hlediska dává Bhagavadgíta odpověď na pět základních pojetí pravdy:[9][12]
  - íšvara (bůh)
  - džíva (duše)
  - prakrti (hmota)
  - karma (činnost)
  - kála (čas)

## Shrnutí zpěvů

### Ardžunovy pochybnosti
Ardžuna žádá Kršnu, aby zajel s bitevním vozem mezi oba znepřátelené rody. Když vidí své příbuzenstvo, začne pochybovat a říká: „Je možné spáchat tak velký zločin a zničit své vlastní příbuzenstvo v touze po moci a slávě? Není pro mě lepší vzdát se bez boje a dát se zabít neozbrojený, než zabíjet příbuzné se zbraní v ruce?“

### Jóga a vědění
Ardžuna se svěřuje Kršnovi se svými pochybnostmi. Kršna vysvětluje: „Jednej v souladu se svou vlastní dharmou a nepochybuj, protože pro válečníka není nic lepšího, než aby vedl spravedlivý boj. Vytrvej v józe, ó Ardžuno, konej svou povinnost, zůstaň ale neovlivněn úspěchem či neúspěchem.“

### Činnost bez lpění
Ardžuna chce vědět, proč musí bojovat. Kršna vysvětluje: „Konej vždy svou přidělenou povinnost bez touhy po odměně. Musíš jednat s ohledem a ku prospěchu všech. Proto, nejlepší z potomků králů, zvládni nejprve své smysly a vyhlaď tužby, tyto zlovolné hubitele poznání a rozlišení.“

### Tradice vědění
Ardžuna se ptá: „V jaké tradici se toto vědění uchovalo?“ Kršna vysvětluje: „Toto prastaré vědění o józe, které bylo velmi dobře utajeno, nyní já sděluji tobě, neboť jsi se mi oddal a jsi můj přítel. Proto, když jsi rozetnul ostřím poznání pochyby, zrozené z nevědomosti, jež sídlí v tvém srdci, najdi útočiště v józe, povstaň ó Bhárato.“

### Činnost v oddanosti
Ardžuna se ptá: „Co je lepší, zřeknutí se činnosti nebo být činný?“ Kršna vysvětluje:
„Není rozumné mluvit o sánkhje a o józe jako o odlišných (cestách). Jenom jógín jedná tělem, myslí, intelektem a smysly bez pout a pro očistu sama sebe. Jenom ten pro kterého je osvícení nejvyšším cílem je navždy osvobozen.“

### Jóga a meditace
„Jógín zastaví změny mysli poznáním její neprojevené podstaty. Dlouhodobě a v samotě ztiší mysl tím, že nic neočekává a nic nevlastní. Na čistém, chráněném místě si upraví pevné místo, ani vysoko, ani nízko a pokryje je kuša trávou, kůží a látkou jedno přes druhé. Na toto místo usedne a začne provádět jógu osvěcující mysl.“

### Vědění a moudrost
Kršna vysvětluje: „Je osm vnějších projevů mé podstaty: země, voda, oheň, vzduch, éter, mysl, intelekt a jáství. Věz, že nejsem v ničem, ale všechno je ve mně. Věz, že jiná je má vyšší podstata – jívabhútám, která tvoří a udržuje svět. Ve mně je obsaženo to největší i to nejmenší.“

### Nepomíjivost brahma
Ardžuna se ptá: „Co je brahma?“ Kršna vysvětluje: „Brahma je svrchovaný, nepomíjivý vesmírný princip a to, čemu se říká vnitřní podstata všeho. Karmy jsou důsledky (visargah) vzniklé vývojem bytostí. Adhibhúta je pomíjivá příroda, adhidaiva je nepomíjivý věčný duch a adhijadžňa je osobní obětní jáství, ó nejlepší z vtělených.“

### Důvěrné vědění
Kršna vysvětluje: „Všechny projevy tohoto světa existují ve mně v neprojevené podobě. Všechny bytosti jsou mou součástí, ale já nejsem součástí nikoho. I když nejsem součástí nikoho, přesto obsahují všechny bytosti mojí božskou jógu a všechny bytosti sídlí ve mně.“

### Vyjevení vnějších projevů
Ardžuna říká: „Jsi nejvyšší brahma, věčný příbytek nejvyššího věčného puruša. Vyjev mi tedy celou svou božskou podstatu, jíž jsi naplnil tento svět. Všichni svatí věštci to o tobě říkají; Nárada, Asita, Dévala a také Vjása. Dokonce i ty sám to říkáš o sobě. Vím, ó Kršno, že všechno, co jsi řekl, je pravda.“

### Zjevení kosmické podoby
Kršna vysvětluje: „Nuže tedy, ó Pártho, pohleď na moji božskou podobu tisíce druhů, přerozličných barev a různých tvarů. Pohleď na áditje, vásy, rudry, ašviny a márutse; pohleď také na věci a divy nevídané, ó mocný králi. V mém těle je obsažen celý kosmos.“

### Jóga a oddanost
Ardžuna se ptá: „Kdo je pokročilejší ve vědění jógy? Ti oddaní, kteří tě neustále uctívají, nebo ti, kteří tě vidí jako neprojeveného a nehynoucího boha.“ Kršna odpověděl: „Ti, kdo neustále následují tuto nesmrtelnou dharmu, jsou obdařeni vírou ve mě a vidí ve mně nejvyšší cíl – tito oddaní jsou mi nejmilejší.“

### Rozlišení těla a ducha
Kršna vysvětluje: „Někteří dosáhnou (osvícení) meditací a zážitkem sama sebe, sama sebou (samádhi), jiní cestou poznání (sánkhja) a jiní cestou (dobrých) skutků (karma). Ale i jiní, kteří sami nepoznali (jógu), ale slyšeli o oddanosti jiných, i oni přemohou smrt oddaností tomu, co slyšeli.“

### Tři kvality hmotné přírody
Kršna vysvětluje: „Vyjevím ti teď vědění, které je nejvyšší ze všech a jehož poznáním mnozí světci dosáhli na tomto světě nejvyšší dokonalosti. Tím, že dosáhli tohoto vědění a splynuli se mnou, nebudou zrozeni v době stvoření ani zničeni v době úpadku. Ve mně sídlí velké brahma; zárodek přinášející zrod všech živých bytostí, ó Bhárato.“

### Nejvyšší podstata bytí
Kršna vysvětluje: „O stromu ašvattha se říká, že je nezhubitelný, protože má kořeny nahoře i dole a jeho listy jsou chvalozpěvy vědění. Ten, kdo to chápe, je znalcem véd. Je rozvětvený nahoře i dole a je vyživován gunami. Objekty smyslů jsou jeho pupeny a dole rozvětvené kořeny dávají vzniknout koloběhu příčin a následků lidského života.“

### Božská a démonická podstata
Kršna vysvětluje: „Jsou tři temné brány, které ničí átma; smyslnost, zloba a také chamtivost. Těmto se musíme vyhnout. Člověk, jenž je osvobozen od těchto tří temných bran, dělá to, co je dobré pro átma a tím dosáhne nejvyššího stavu (bytí), ó synu Kuntí.“

### Trojí podstata života
Kršna vysvětluje: „V souladu s podstatou každé (bytosti), ó Bhárato, záleží na životním přesvědčení, neboť každý člověk je to, v co věří. Sattvický člověk zbožňuje bohy, radžasický člověk uctívá polobohy a démony a tamasický člověk se klaní duchům a strašidlům.“

### Jóga a sebeobětování
Kršna vysvětluje: „Opravdovým sebeobětováním – sannjása, rozumí světci činnost bez lpění na plodech a moudří tím rozumí ovládnutí tužeb.“ Saňdžaja praví: „Z Vjásovy milosti jsem vyslechl toto důvěrné tajemství o nejvyšší józe, jak ji osobně vyjevil Kršna, nejvyšší pán jógy.“

## Česká vydání
- Bhagavadgita: učení pantheistické Boha zjeveného, František Urbánek, Praha 1877, přeložil František Čupr,
- Bhagavad-Gita čili vznešena piseň o nesmrtelnosti, Josef Koch, Praha 1900, přeložil Václav Procházka,
- Bhagavad-Gítá, Cyrill M. Höschl, Klatovy 1920, přeložila Pavla Maternová,
- Bhagavad-Gita: píseň o božství, čili Nauka o božském bytí a nesmrtelnosti, Zmatlík a Palička, Praha 1926, přeložil Karel Weinfurter, znovu 1935.
- Bhagavadgítá neboli Zpěv vznešeného, Jaroslav Jiránek, Železný Brod 1945, přeložil Rudolf Janíček, nový překlad stejného překladatele Supraphon, Praha 1989 a Santal, Liberec 1995 a 1998.
- Bhagavadgítá, Odeon, Praha 1976, přeložili Jan Filipský a Jaroslav Vacek, znovu Votobia, Olomouc 2000.
- Bhagavadgíta – taková jaká je, Bhaktivedanta Book Trust, Praha 1983, z anglického překladu A. C. Bhaktivédánty Svámího Prabhupády přeložila Svatoslava Zbožná, znovu 1991 a 1998.
- Bhagavadgíta aneb Zpěvy o Vznešeném, Ajurvédské centrum Santóš, Praha 1998, přeložil Svetislav Kostić.
- Bhagavadgíta, Pragma, Praha 1999, z anglického překladu Svámího Prabhavanandy a Christophera Isherwooda přeložila Jana Žlábková,
- Bhagavadgíta, Onyx, Praha 2007, z anglického překladu doplněného komentáři Sarvepalliho Radhakrišnany přeložii Rudolf Skarnitzl dostupné online ,
- Bhagavadgíta, Centrum Spirála a Dauphin, Praha 2008, přeložila Věra Bělohlávková,
- Bhagavadgíta, Biblioteca Gnostica, Praha 2018, přeložil Jan Kozák.